# San Carlos (El Salvador)
San Carlos é um município localizado no departamento de Morazán, em El Salvador.